# Megabizo
Megabizo, forma helenizada (Μεγάβυζος) do nome persa Baghabuxša, pode significar:
- Megabizo (filho de Datuvaia), um dos sete persas que derrubaram o usurpador Esmérdis.[1][2] Comandante das forças de Dario I no Helesponto.[3]
- Megabizo (filho de Zópiro) e neto do anterior, defendeu o Egito contra o ataque dos atenienses.[4]
- Megabizo (sátrapa da Arábia), sátrapa da Arábia.